# Étranger en situation irrégulière
Pour les articles homonymes, voir ESI.
 (juin 2017).
L'expression étranger en situation irrégulière (ESI) — ou sans-papiers ou clandestin — qualifie la situation d'un étranger présent sur le territoire d'un État en étant dépourvu de titre de séjour valide. Cette situation advient par entrée clandestine sur le territoire, ou après expiration de la durée de son titre de séjour, ou dans le cas d'une personne née sur le territoire de parents étrangers, par défaut de demande de naturalisation au moment de sa majorité ; ou plus rarement, en cas de dénaturalisation.
En dépit du caractère illégal de leur séjour, les étrangers en situation irrégulière bénéficient de certains droits, comme en France, l’aide médicale d'État (AME) destinée à prendre en charge les dépenses médicales des étrangers en situation irrégulière et sans ressources résidant en France. En revanche, ils ne sont pas autorisés à travailler.
En 2021, le nombre d'immigrés clandestins en France est estimé entre 600 000 et 700 000 par le ministère de l'Intérieur. 

## Terminologie

### Selon les pays
Dans plusieurs pays francophones, les étrangers en situation irrégulière sont aussi désignés sous le terme de « sans-papiers » ou de « clandestins » selon le point de vue auquel on se réfère.
Au Maghreb, on les appelle harraga حراقة, mot arabe qui signifie « ceux qui brûlent ».
Dans les pays anglophones, les termes les plus couramment utilisés sont illegal immigrant ou illegal alien (littéralement « immigrant illégal », pendant du « clandestin » francophone) mais les institutions internationales, la plupart des grands médias et les partisans des droits de ces étrangers préfèrent les termes undocumented worker (« travailleur sans papiers ») ou undocumented immigrant (« immigrant sans papiers ») qui, selon eux, marqueraient d'une part d'une façon plus exacte et, d'autre part, moins stigmatisante, la situation dans laquelle se trouvent ces personnes.

### Selon les points de vue
On observe ainsi une bataille sémantique entre les partisans des droits des étrangers et les partisans d'un durcissement de la législation à leur égard (généralement partisans d'une réduction de l'immigration),,.
L'évolution de la législation sur ce thème marque particulièrement la modification de la politique d'immigration des États selon le contexte économique et social : tandis qu'en France, avant 1973 et le coup d'arrêt de l'immigration légale massive, un étranger en situation irrégulière voyait sa situation très vite régularisée par une administration bienveillante envers les besoins de main d'œuvre ; après 1973, la situation devint plus difficile pour ces immigrants.
L'évolution du statut des étrangers en situation irrégulière est également marquée de manière générale par l'évolution du droit des étrangers et des réfugiés, et par les batailles d'influence au niveau national (en France, conflit durable entre les ministères des Affaires étrangères, du Travail et de l'Intérieur) et au niveau international (ONU et Haut Commissariat des Nations unies pour les réfugiés contre États).

## Types d'étrangers en situation irrégulière

Carte des routes empruntées par les migrants africains vers l'Europe

Les étrangers peuvent se retrouver en situation irrégulière (« sans papiers ») pour plusieurs raisons :
- en entrant illégalement sur le territoire national ;
- en entrant légalement sur le territoire national mais en y demeurant après l'expiration de leur visa ou de leur titre de séjour ;

Il est difficile d'estimer la proportion d'étrangers en situation irrégulière se trouvant dans la première situation ou dans la deuxième, étant donné le caractère par nature inconnu de leur situation. Cependant, les États tentent d'établir des statistiques.
En 2003, le ministère de l'Intérieur français estime à 90 % les étrangers en situation irrégulière à se trouver dans la deuxième situation en France, c'est-à-dire rentré initialement légalement. On observerait ainsi une différence entre la situation réelle dans laquelle se trouvent les étrangers en situation irrégulière et l'image qui en est donnée dans les médias de masse, qui traiteraient principalement leur situation irrégulière sous l'angle d'une entrée illégale (« bateaux de clandestins », reportage sur les « trafiquants humains » permettant un accès illégal sur le territoire national, etc.), alors que pour une majorité d'entre eux, l'entrée s'est faite de manière légale, l'illégalité de leur situation intervenant en large majorité après l'expiration de leur visa ou d'un refus de l'administration de renouveler leur titre de séjour.
Aux États-Unis, la proportion d'étrangers étant entrés de manière légale sur le territoire mais demeurés illégalement après expiration de leur titre de séjour (visas overstayers) est comparable à la situation française : l'le service de l'immigration et de la naturalisation américain estime leur proportion à au moins 95 %. Cependant, les statistiques américaines incluent dans cette catégorie les personnes ayant utilisé de faux documents pour franchir la frontière. De plus, on observe une différence de proportion selon le pays d'origine, notamment au vu de la situation géographique particulière avec le Mexique, avec lequel les États-Unis entretiennent différents accords permettant une immigration temporaire de main d'œuvre (voir notamment le cas de la Border Crossing Card). La politique d'immigration américaine en la matière, en parallèle avec la lutte contre le terrorisme, tend à se durcir, avec le développement de documents biométriques, mais surtout une surveillance accrue de la part des institutions (contrôles du départ du territoire, développement de moyens informatiques tels le Student and Exchange Visitor Information System permettant la surveillance des étudiants étrangers, etc.).

## En France
Avant 2012 en France, la loi prévoyait que le fait de séjourner de manière irrégulière sur le territoire constitue un délit passible d'un an de prison, de 3 750 € d'amende et de 3 ans d'interdiction du territoire. Mais la jurisprudence française a déduit en 2012 de la jurisprudence de la CJUE que cette infraction ne peut être punie d'une peine d'emprisonnement parce qu'une telle sanction va à l'encontre des objectifs de la directive retour. Entre 1998 et 2002, 90 % des étrangers en situation irrégulière étaient entrés sur le territoire français de façon légale, l'illégalité de leur situation n'intervenant qu'après l'expiration de leur titre de séjour, souvent après un refus de la préfecture de leur renouveler ce titre. Ainsi, depuis la loi Valls du 31 décembre 2012, le séjour illégal n'est plus un délit pénal. En revanche, des sanctions administratives, financières et pénales peuvent être prises contre ceux qui emploient sciemment des étrangers sans titre de séjour.
Il est, par définition, difficile de connaître le nombre d'étrangers en situation irrégulière présents sur le territoire national. Les estimations varient. Pour 2004, la Direction centrale du contrôle de l'immigration et de la lutte contre l'emploi clandestin (Diccilec) avance le chiffre de 200 000 irréguliers mais, de son côté, l'Organisation internationale du travail (OIT) estime qu'ils sont 400 000.
En France, l'expression « sans-papiers » a connu une large diffusion auprès du grand public à la suite de l'occupation d'églises parisiennes par des collectifs (« Des papiers pour tous ! », etc.) revendiquant une régularisation massive de leur situation : Saint-Ambroise le 18 mars 1996 et Saint-Bernard du 28 juin au 23 août 1996. En juillet 1991, c'est l'Église Saint-Joseph-Artisan qui a été occupée, sous le gouvernement d'Édith Cresson, par des « déboutés du droit d'asile » en grève de la faim.

### Définition du terme
Selon la Commission d'enquête sur les régularisations d'étrangers en situation irrégulière du Sénat français :
« On notera à cet égard que l'expression « sans-papiers » souvent employée pour désigner ces étrangers n'est pas neutre. Elle peut en effet laisser penser que ceux-ci sont des « victimes », privées d'un droit par l'administration alors qu'il s'agit d'étrangers séjournant irrégulièrement en France. »
La question des étrangers en situation irrégulière fait l'objet de nombreuses manipulations sémantiques. Les termes les plus habituellement utilisés pour qualifier ces migrants sont ceux de « clandestins » et « travailleurs clandestins ». Ces termes sont régulièrement utilisés par des auteurs qui cherchent à souligner que la spécificité de cette population se joue autour du fait qu’elle réside en un lieu sans permis de séjour, tout en évitant l’usage du mot « illégal ».
Ce terme reste cependant fortement criminalisant aux yeux de certains défenseurs des étrangers en situation irrégulière. Pour le philosophe Jacques Derrida, « les « sans-papiers » ne sont pas clandestins (…) la plupart d'entre eux travaillent et vivent, ont vécu et travaillé au grand jour pendant des années (…) c'est l'iniquité de la répression gouvernementale à l'égard des « sans-papiers » qui souvent crée de la clandestinité là où il n'y en avait pas ».
Selon l'anthropologue Marcello Valli :
« Le concept de clandestinité a des connotations qui vont bien au-delà du simple fait de signaler le statut d'un migrant. Notamment à partir des attentats du 11 septembre 2001, les gouvernements européens font un amalgame explicite entre criminalité, voire terrorisme, et migrations irrégulières. Le terme clandestin serait plutôt approprié pour se référer exclusivement à la façon d'entrer dans un pays, c’est-à-dire aux personnes qui franchissent la frontière de façon illégale ou clandestine, ce qui est le cas pour une partie seulement des Sans-Papiers. Il est de toute façon abusif de parler de clandestins lorsque, par exemple, ces migrants irréguliers paient des impôts ou des cotisations sociales ou quand leurs enfants fréquentent les écoles. Mais il est évident que ces personnes sont très souvent obligées d'adopter des comportements de « clandestin », de se cacher ou se confondre parmi les autres, etc. ». Poussant la logique plus loin, et parce que « ce n'est pas l'acte de migrer qui est irrégulier, mais c'est la gestion de l'acte de la migration par les États qui le rend irrégulier. », le professeur Claudio Bolzman parle de « population clandestinisée ».
Les instances étatiques et juridiques portent beaucoup plus leur attention sur la question de l’illégalité. Ainsi les offices étatiques suisses (IMES, ODR, ODM) parlent de « migrants illégaux ». La Communauté européenne parle de « personnes en séjour irrégulier », mais utilise le terme de « illegal migrant » dans ses documents en anglais. En anglais également, les Nations unies semblent préférer l’appellation « undocumented migrants » qui fait référence au fait que ces migrants ne sont pas inscrits dans leur pays d’accueil, sans pour autant en faire un élément criminalisant. L’Organisation internationale pour les migrations (OIM) va dans le même sens en défendant les appellations « irregular migrant » et « irregular resident » qui impliquent que le statut n’est pas régulier mais que les individus ne sont pas « illégaux » pour autant. L’organisation insiste ainsi sur les conséquences que peut avoir l’assimilation des migrants à la notion d’illégalité en termes d’image et d’acceptation par la population autochtone.
Les mouvements associatifs et de soutien aux migrants préfèrent le terme – plus militant – de « Sans-Papiers ». Ce terme n’est cependant pas exact et porte à confusion. En effet, dans une très grande majorité, les « Sans-Papiers » ont un passeport en règle. Par ailleurs, ils ont une existence juridique dans des pans entiers de la société, tels que les assurances maladie que les étrangers en situation irrégulière résidant en Suisse ont le droit et l’obligation de souscrire ou l’instruction publique obligatoire qui est officiellement ouverte sans discrimination à leurs enfants.

### Définition et action gouvernementale
La plupart des pays développés ont aujourd'hui une politique à double orientation :
- soit l'expulsion vers les pays d'origine, à un rythme plus ou moins élevé suivant les pays et leur gouvernement actuel ;
- soit l'intégration dans le pays d'accueil.

Mais il existe également la catégorie dite des « ni-ni », pour « ni expulsable, ni régularisable ». Cette catégorie comprend les étrangers qui ont eu au cours de leur parcours un changement dans leur situation : par exemple, un étranger (en situation régulière mais non renouvelée, ou en situation irrégulière) qui a un enfant avec son conjoint autochtone. Les droits à la vie familiale normale, dont celui de ne pas séparer les familles arbitrairement, garanti par l'article 8 de la Convention européenne des droits de l'homme empêchent une expulsion, même si celle-ci répond à la loi du pays d'accueil.
Souvent, les régularisations de certains étrangers en situation irrégulière permettent uniquement à l'État de se mettre en conformité avec ces engagements internationaux.
En France, les préfectures sont chargées des demandes de régularisation des étrangers en situation irrégulières. Après instruction, une décision positive, c'est-à-dire de délivrance de titre de séjour, ou négative, souvent assortie d'une obligation de quitter le territoire français, est prononcée. Un étranger peut faire l'objet d'une arrestation par les forces de l'ordre en Préfecture afin d'être placé en retenue administrative pour vérification du droit au séjour (circulaire du 21 février 2006). 
Selon une étude du professeur Xavier Chojnicki de l'université de Lille, réalisée pour le compte du ministère des Affaires sociales, l'immigration rapporte 12,4 milliards d’euros chaque année à la France. En 2011, 35 chercheurs et experts ont réalisé un rapport d’audit à l’Assemblée nationale, selon lequel une « immigration zéro » coûterait la France 5 % du PIB supplémentaire qu’il lui faudrait trouver pour financer la protection sociale d'ici 2050.

## Controverse

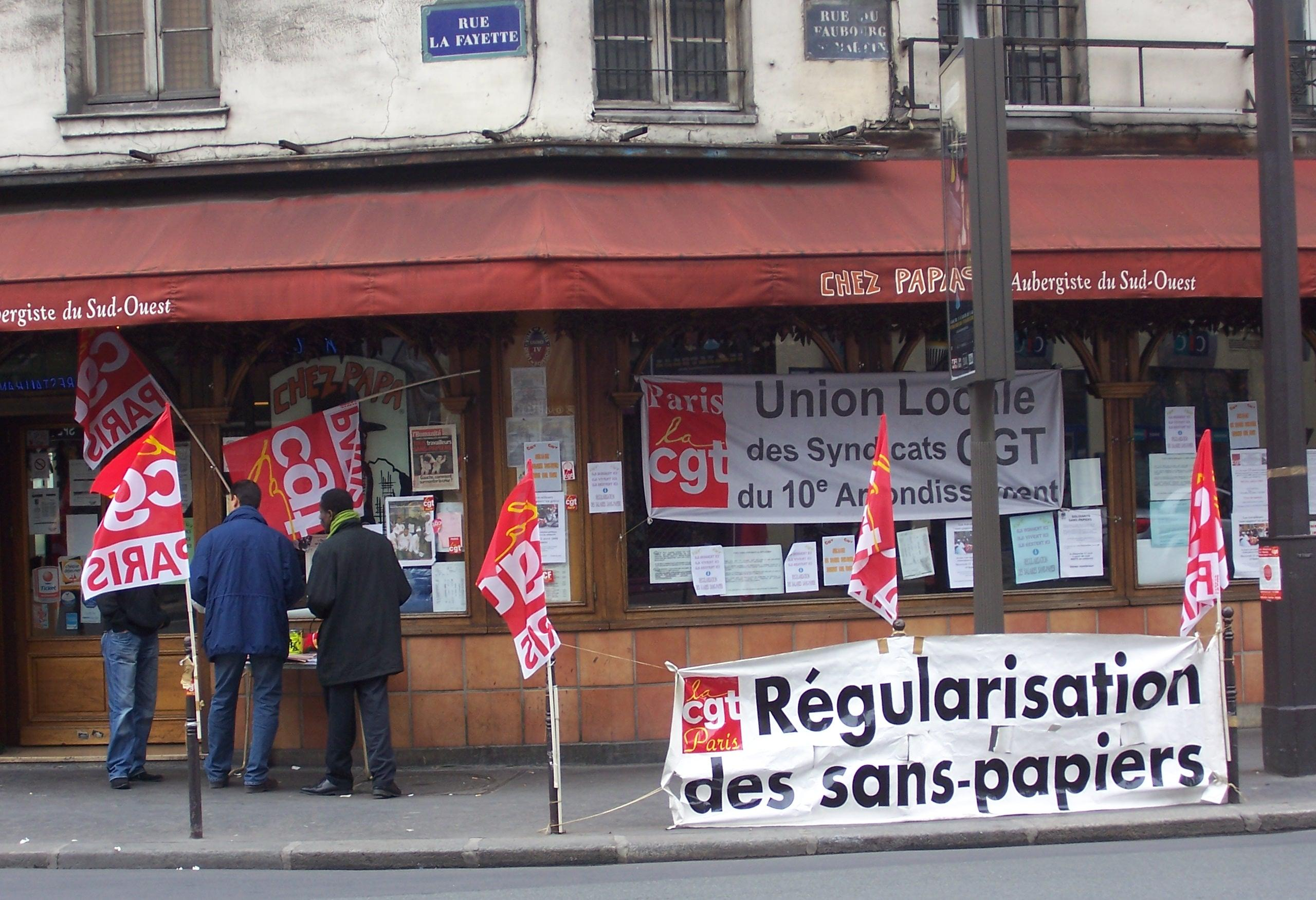
En avril 2008, plusieurs lieux sont occupés à Paris dont la chaîne de restaurants Chez Papa.

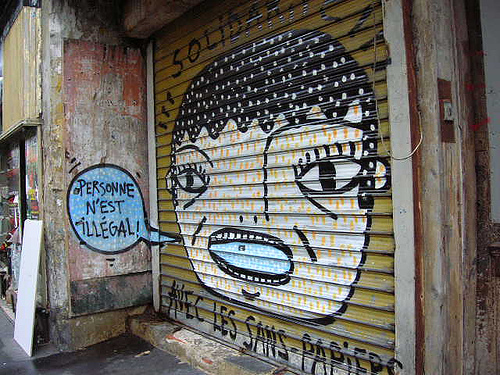
Peinture murale contre les mesures d'expulsion et pour la régularisation des étrangers en situation irrégulière à Paris, rue de Tanger.

Dans de nombreux pays, le sujet des étrangers en séjour irrégulier est controversé. En France, les partis de gauche et d'extrême gauche sont plutôt favorables à la régularisation massive des étrangers en situation irrégulière. Les partis de droite et d'extrême droite préfèrent une politique de non-régularisations massives. Mais ces tendances donnent lieu à de nombreuses exceptions. Il convient aussi de distinguer les époques.
- À l'époque des Trente Glorieuses, le point de vue de gauche (marxiste, socialistes) était que les travailleurs étrangers étaient des prolétaires internationaux exploités par les employeurs du pays dans lequel ils s'installent, avec la complicité du gouvernement local. Mais leur régularisation était facile s'ils la demandaient. En France, ces travailleurs venaient souvent des anciennes colonies françaises et étaient généralement en règle sur le territoire français.
- Ce point de vue s'est reporté plus récemment sur les étrangers en situation irrégulière, après les indépendances. Comme ils sont parfois employés sans statut officiel (car ils n'ont pas le droit de travailler officiellement), ils peuvent être payés à des salaires inférieurs aux salaires minimaux, et sans frais annexe de protection sociale. Le risque permanent d'expulsion les contraint à ne pas demander de meilleures conditions de travail. En outre, selon cette analyse, leur situation contribue à l'affaiblissement des droits sociaux de l'ensemble des travailleurs du pays.
- De nos jours, des associations, des institutions religieuses et des ONG se sont emparées de ce problème. En cas de conflit, on voit des « collectifs » se constituer. Des solidarités politiques entre les sociétés du monde ont pris de l'importance avec l'augmentation du nombre d'étrangers en situation irrégulière arrivant pour des raisons politiques.
- Un autre point de vue, courant à droite, est que les étrangers en situation irrégulière sont des migrants économiques qui viennent chercher de meilleures conditions économiques et sociales que dans leur pays d'origine, mais mettent en danger la cohésion sociale et l'économie du pays dans lequel ils s'installent. Ce point de vue conclut qu'il faut expulser les étrangers en situation irrégulière, car ne pas le faire encouragerait d'autres à tenter leur chance, augmentant donc les contraintes liées à l'immigration.

Les points de vue s'opposent également sur le pouvoir que devrait avoir un État vis-à-vis du séjour des étrangers :
- Certains rejettent la notion de nationalité et disent que l'accès aux pays devrait être libre. La libre circulation des personnes est devenue une revendication de l'altermondialisme en soutien aux étrangers en situation irrégulière.
- D'autres considèrent que le séjour d'un étranger dans un pays d'accueil n'est pas un droit, mais un privilège, que le pays d'accueil peut accorder à sa guise et suivant ses intérêts.

En raison de ces différents points de vue, les partis ou organisations prônent différentes politiques :
- Des partis ou organisations, notamment de gauche ou d'extrême gauche, prônent l'arrêt des expulsions des immigrés en situation irrégulière, ou du moins leur moindre rythme, et généralement, une aide économique dans leur pays d'origine, dont les pays les plus riches tirent souvent à moindre prix les ressources, afin de leur permettre de vivre convenablement dans leur pays et de ne pas avoir à quitter leur famille pour survivre. C'est le cas notamment des Gilets noirs, un collectif composé majoritairement de personnes immigrées sans papiers dont l'objectif est la régularisation administrative de toutes les personnes migrantes en France[21].
- Des partis ou organisations, notamment de droite ou d'extrême droite, prônent l'expulsion des immigrés en situation irrégulière, avec plus ou moins de sévérité.

### Essais et documents
- Asylon(s), numéro 2, novembre 2007 Sous la direction de Michel AGIER : "Terrains d’asiles - Réfugiés, déplacés, sans-papiers face aux dispositifs de contrôle et d’assistance"
- Alexis Clotaire Némoiby Bassolé, L'agir clandestin. Agentivité de migrants ouest-africains, Editions Seismo, Zurich 2014,  (ISBN 978-2-88351-063-0).
- Paul Klötgen, La situation irrégulière de l'étranger en droit comparé français et allemand, thèse soutenue le 28 janvier 2000 (dir.Paul Lagarde), Paris-Sorbonne I.
- Bogumil Terminski, Les migrations, les réfugiés, les droits de l'homme : un guide bibliographique des publications parues en langue française, UNHCR, Genève, 2011.
- Didier Fassin, Alain Morice, Catherine Quiminal (sous la dir. de), Les Lois de l'inhospitalité. Les politiques de l'immigration à l'épreuve des sans-papiers, La Découverte, 1997.
- Johanna Siméant, La Cause des sans-papiers, Presses de Sciences-Po, 1998.
- Antoine Pickels (sous la dir. de), À la lumière des sans-papiers, Complexe, 2001.
- P. Lambert et C. Pettiti, Les Mesures relatives aux étrangers à l'épreuve de la convention européenne des droits de l'homme, Bruxelles, 2003.
- Gérard Noiriel, Réfugiés et sans-papiers : La République face au droit d'asile XIXe – XXe siècle, Hachette, 2006.
- Dominik Kohlhagen, L'Univers juridique de migrants sans papiers. Expériences camerounaises à Berlin, 2006.
- Claire Hugon, Lire les sans-papiers - Littérature jeunesse et engagement (éditions CNT-RP, coll. « N’autre école », 2012) [présentation dans Le Monde diplomatique].

### Romans
- Olivier Adam (écrivain), À l'abri de rien, (Éditions de l'Olivier, 2007)
- Loïc Barrière, Le Voyage Clandestin, (Le Seuil 1998) et Quelques mots d'arabe", (Le Seuil, 2004)
- Estival F.; Colin S., Rouge Arménien, éd. L'Harmattan collection Écritures, 2009
- Marie Cosnay, Entre chagrin et néant, Audiences d'étrangers, éditions Laurence Teper, 2008

### Pièces de théâtre
- Christophe Botti, Exil, Exil, Alna Éditions, 2012
- Vincent Karle et Hyppolite Onokoko Diumi, [OQTF] Obligation de quitter le territoire français, 2014, présentation dans un reportage France 3 Alpes, 29 avril 2014.

## Filmographie
- Dirty pretty things de Stephen Frears (2002)
- Welcome de Philippe Lioret (2009)
- Samba (2014)
- Puisqu'on nous envoie promener (2012) de Katie Baillot, Oriane Descout, et Erwan Ricordeau. Une production : les Films grain de sable.